# 仙克謹
仙克谨（1562年—1642年），字仲恒，号偓如，直隸寧國仙家村（今仙霞村）人，祖籍河北路湯陰（今河南）。明朝末年政治人物。

## 生平
幼时有僧奇之曰：此兒異日必開府。長穎慧，善讀書，尤殫心经術。万历二十二年甲午举于乡，三十五年（1607年）丁未科成进士。授北直隶隆平县（今河北省隆尧县）知县，縣苦旱，捐俸給民，穿井七百有二十，民立石識之曰：仙井。邑無城，又力城之。调福建建安县（今建瓯县）知县，抵建安，会水患，多漂溺，築堤建橋，民困以濟。万历四十年壬子（1612年）分校閩闈，善品鉴，大學士杨景辰、大宗伯张维机皆出其门。尋擢部曹，升兵部职方司郎中，轉山西兵备副使，駐陽和。邊事孔棘，克謹親登陴指揮，防禦無遗力，敵為之奪氣，自是五載不敢犯境，天子以為能。天启七年五月，升山西参政仙克谨为本省按察使仍管阳和兵备事。崇禎初（1628年），擢副都御史，巡撫山西，提督雁门偏頭寧武三關，條防邊策，洞悉機宜，语具三晋奏議中。嗣引疾乞歸，上以忠勤慰留，至再屡疏，方許歸。築室溪上，闭户罷竿牘，置義田，立義學，十数年卒。著有《籌勝必覧》、《聲溪藥言》等書。

## 著作
撰《全辽考》。清乾隆年间，以“中多狂悖语”禁毀。有《三晋奏议》、《中边图制考》、《筹边必览》，另有《声溪药言》、《淮南鸿烈补注》、《鹦言集》、《思居草》、《备云要程》。

## 家族
曾祖仙孟魁。祖父仙尚琳。父仙時忠，府经历。母汪氏。永感下。兄克謙。弟克諧、克詔、克诗。